# Румунска саборна црква у Темишвару
Румунска Саборна црква у Темишвару (рум. Catedrala Ortodoxă din Timişoara) православна је црква у центру Темишвара. Посвећена је Светим трима јерарсима.
Саборна црква у Темишвару изграђена је између 1937. и 1940, по плановима архитекте Јоана Трајанешку. Архитектонски стил је по многима необичан за православне цркве. Мада постоје елементи византијског стила, ипак недостају за византијски стил типичне куполе; зато црква има 11 торњева од којих је највиши, централни торањ висок око 96 m, и који стилски личе на цркве и манастире молдавске школе.
Фреске и иконе цркве, које је сликао Атанасије Демијан, довршене су после Другог светског рата, тако да је црква освећена тек 1946. Иконостас од липе направио је домаћи уметник из Темишвара Стефан Гоја. Црква може да прими око 4.000 верника.
Најважнији религиозни предмети цркве су Београдско јеванђеље (рум. Noul Testament de la Bălgrad) из 1648. и Проповеди митрополита Варлама (Cazania lui Varlaam) из 1643, два од најстаријих докумената румунског језика.

## Галерија
- Поглед из ваздуха